# Storenomorpha comottoi
Espèce
Storenomorpha comottoi est une espèce d'araignées aranéomorphes de la famille des Zodariidae.

## Distribution
Cette espèce est endémique de Birmanie.

## Description
Le mâle décrit par Jocqué et Bosmans en 1989 mesure 9,05 mm.

## Étymologie
Cette espèce est nommée en l'honneur de Gian Battista Comotto.

## Publication originale
- Simon, 1884  : Arachnides recueillis en Birmanie par M. le chevalier J. B. Comotto et appartenant au Musée civique d'histoire naturelle de Gènes. Annali del Museo civico di storia naturale Giacomo Doria, vol. 20, p. 325-372 (texte intégral).